# یواس‌اس ال‌اس‌تی-۱۰۶۴
یواس‌اس ال‌اس‌تی-۱۰۶۴ (به انگلیسی: USS LST-1064) یک کشتی بود که طول آن ۲۳۲ فوت ۸ اینچ (۷۰٫۹۲ متر) بود. این کشتی در سال ۱۹۴۵ ساخته شد.